# Matt Fraction
Pour les articles homonymes, voir Fraction.
Matt Fritchman, plus connu sous le nom Matt Fraction (né le 1er décembre 1975 à Chicago Heights) est un scénariste de bande dessinée américain. 

## Carrière
En 1998, alors qu'il s'apprêtait à recevoir son diplôme du Kansas City Art Institute, Matt Fritchman arrête ses études et se lance dans le webdesign. Il crée ensuite MK12, une société de design qui a notamment réalisé le générique de Quantum of Solace. Ayant trouvé un moyen de gagner sa vie, Fritchman cherche alors à faire publier ses histoires de bande dessinée. Il commence sa carrière en 2002 chez AiT/Planet Lar avant d'écrire plusieurs séries connaissant un relatif succès pour Image Comics entre 2005 et 2008. Il quitte MK12 en 2006, alors que sa femme est enceinte, persuadé de pouvoir vivre professionnellement de sa plume.
En effet, ses travaux lui valent d'être embauché par Marvel Comics en 2006. Il y réalise avec Ed Brubaker un travail remarqué sur The Immortal Iron Fist (2007-2008) puis Uncanny X-Men (2008-2011). Depuis 2008, il travaille avec Salvador Larroca sur The Invincible Iron Man.
En 2011, il écrit le crossover Marvel Fear Itself, le seul crossover Marvel non écrit par Brian Michael Bendis. En 2012, lors de la mise en place de MARVEL NOW!, Matt Fraction se retrouve à la tête du comics Hawkeye avec David Aja au dessin, du comics Fantastic Four et de FF.

## Vie privée
Matt Fraction est marié à l'auteure de comics Kelly Sue DeConnick, avec qui il a deux enfants.

## Récompenses
- 2009 : Prix Eisner de la meilleure nouvelle série pour The Invincible Iron Man (avec Salvador Larroca)
- 2014 : Prix Eisner du meilleur numéro ou one-shot (Best Single Issue or One-Shot) pour Hawkeye n°11 : Pizza is my Business (avec David Aja) ; de la meilleure nouvelle série pour Sex Criminals (avec Chip Zdarsky)
- 2014 : Prix Harvey de la meilleure nouvelle série pour Sex Criminals (avec Chip Zdatsky) ; du meilleur numéro pour Hawkeye n°11 : Pizza is my Business (avec David Aja)
- 2015 : Prix Micheluzzi de la meilleure série de bande dessinée étrangère pour Hawkeye (avec David Aja)
- 2016 : Prix Inkpot
- 2021 : prix Eisner de la meilleure mini-série et de la meilleure publication humoristique pour Superman’s Pal Jimmy Olsen, avec Steve Lieber[1]